# 全国高等学校野球選手権新潟大会
全国高等学校野球選手権新潟大会（ぜんこくこうとうがっこうやきゅうせんしゅけん にいがたたいかい）は、新潟県で開催されている全国高等学校野球選手権大会の地方大会。

## 前史
新潟県勢は1916年（第2回）から参加。地方大会も中止となった1941年（第27回）と一府県一代表が認められた1958年（第40回）・1963年（第45回）・1968年（第50回）の記念大会を除いて、1972年（第54回）まで全国大会出場を懸けて他県勢と戦った。
| 年度                                | 参加県                 |
| ----------------------------------- | ---------------------- |
| 北陸大会                            |                        |
| 1916年（第2回） - 1917年（第3回）   | 長野・新潟・富山・石川 |
| 1918年（第4回） - 1919年（第5回）   | 新潟・富山・石川・福井 |
| 1920年（第6回）                     | 新潟・石川・福井       |
| 1921年（第7回） - 1922年（第8回）   | 新潟・富山・石川・福井 |
| 甲信越大会                          |                        |
| 1923年（第9回）                     | 長野・新潟             |
| 1924年（第10回） - 1930年（第16回） | 山梨・長野・新潟       |
| 信越大会                            |                        |
| 1931年（第17回） - 1940年（第26回） | 長野・新潟             |
| 1946年（第28回） - 1957年（第39回） | 長野・新潟             |
| 北越大会                            |                        |
| 1959年（第41回） - 1962年（第44回） | 新潟・富山             |
| 1964年（第46回） - 1967年（第49回） | 新潟・富山             |
| 1969年（第51回） - 1972年（第54回） | 新潟・富山             |

1973年（第55回）の記念大会を挟んで1974年（第56回）から正式に単独代表となった。

## 開催方式

### 地区制
県高野連は2010年まで、県内を4地区に分割して公式戦を開催していた。下越地方のうち新潟市の一部を除く全域（北区の松浜・南浜地区、東区、中央区、江南区、南区、西区、西蒲区）と燕市、佐渡市の各校を「新潟地区」、下越のうち新潟市の一部（北区の豊栄地区、秋葉区）と加茂市、五泉市、阿賀野市、阿賀町、新発田市、胎内市、村上市の各校を「下越地区」、中越地方のうち加茂市と柏崎市を除く各校を「中越地区」、柏崎市と上越地方の各校を「上越地区」に振り分けて公式戦の日程を編成していた。
しかし4地区は加盟校数・部員数とも長年に渡って不均衡なままで、加えて高速交通網の整備進捗や少子化、さらには2000年以降の市町村合併とそれに伴う公立高校普通科の学区再編、2008年の公立普通科の学区制廃止などに伴い、実際の地勢や通学区域と地区割りとの間に整合性が取れなくなったことなどから、地区制の見直しを求める意見が寄せられていたのを受け、県高野連は2009年頃から地区割りの再編を検討してきた。
その結果、2010年12月3日に行われた県高野連の評議員会で新たな地区制変更案が承認された。これまでの4地区制を2地区制として新潟市・加茂市以北と佐渡市全域を「北支部」、三条市・燕市以南を「南支部」に分割し、これによって両地区とも加盟校数は48校ずつに均衡化された。またこれに伴い、各大会の使用球場数も各地区2球場の計8球場から、両地区3球場の計6球場に削減して県高野連及び各校の経費や移動の負担を軽減する措置が取られた。この2地区制は2011年から適用された。
夏季新潟大会の1回戦・2回戦は「地区予選」形式を踏襲して日程を編成し、各地区どうしでの対戦が組まれる。但し原則として3年おきに「全県一区制」で日程を編成し、1回戦から他地区どうしでの対戦が組まれる。なお全県一区制は記念大会の際にも採用されている。

### 開催球場
各試合は、県内各地の複数の野球場で行われる。
開閉会式と準決勝以降（もしくは準々決勝以降）の試合を行うメイン球場は、1960年代前半までは新潟市営白山野球場を使用し、60年代後半から2007年までは鳥屋野運動公園野球場と長岡市悠久山野球場を隔年で交互に使用していた。この間、両球場以外の施設を使用する場合があり、1987年には柏崎市佐藤池野球場、2008年には三条市民球場を使用した。2009年からは、同年竣工した新潟県立鳥屋野潟公園野球場をメイン球場として使用している。
同年の第91回大会において、同スタジアムでは開閉会式と準々決勝以降の試合を行った。また開幕日には同スタジアムで開会式のみを実施したほか、準々決勝の前日には公式練習日を設け、進出8校が人工芝でのプレーに慣れるよう配慮を行った。しかし準決勝2試合が行われた7月26日には同スタジアムに隣接する東北電力ビッグスワンスタジアムでのJリーグ公式戦に伴ってスポーツ公園の臨時駐車場が使用できなくなったため、やむを得ず新潟市産業振興センターの臨時駐車場とシャトルバスを使用したパークアンドライドを実施したものの、用意した駐車場が全て満車となったのに加え、周辺道路では渋滞や速度低下、さらには周辺の公共施設や商業施設への目的外駐車や水田内の道路への路上駐車によるトラブルも多発するなど多くの問題を引き起こした。なお同年秋季の地区予選・県大会は、開催期間中にプロ野球公式戦（横浜ベイスターズ対中日ドラゴンズ2連戦）が予定されていたため、当初から同スタジアムを使用しない方針が決まっていた。
翌2010年、春季地区予選・県大会も前述のケースと同様にプロ野球（横浜ベイスターズ対読売ジャイアンツ2連戦）が予定されていたため同スタジアムは使用しなかった。なお夏季の第92回大会においては初日の開会式及び開幕戦2カードと、準決勝以降の試合が行われた。これは大会期間中の7月24日にマツダオールスターゲーム2010 第2戦が予定されていたため、同スタジアムの使用日数を調整したのに伴うもので、オールスターゲームを挟んだ7月23日 - 7月25日の間を休養日として試合を開催せず、7月26日を公式練習日に設定した。また秋季地区予選・県大会においても県大会の準決勝以降の試合が行われた。
だが前述の通り、同スタジアムは人工芝のフィールドを採用している上、県土が広いことから県下の全校が人工芝を平等に体験できない可能性がある。こうしたことから県高等学校野球連盟では同スタジアムでの試合前日に公式練習日を設け、出場校が人工芝に慣れるよう配慮を行っている。
2000年以降の主な使用球場
- 北地区（新潟地区）
  - 新潟県立鳥屋野潟公園野球場（HARD OFF ECOスタジアム新潟）
  - 鳥屋野運動公園野球場
  - 新潟市小針野球場
  - みどりと森の運動公園野球場
- 北地区（下越地区）
  - 村上市神林球場
  - 新発田市五十公野公園野球場
  - 阿賀野市水原野球場
  - 五泉市営野球場
- 南地区（中越地区）
  - 三条市民球場（三条パール金属スタジアム）
  - 見附運動公園野球場
  - 長岡市悠久山野球場
  - 十日町市営笹山野球場
  - 大原運動公園野球場（ベーマガSTADIUM）
- 南地区（上越地区）
  - 柏崎市佐藤池野球場
  - 上越市高田公園野球場
  - 糸魚川市美山野球場

※このうち三条パール金属スタジアムは地区別の扱いを特に定めず、北地区・南地区とも公式戦が行われる場合がある。

## 大会結果
| 年度（大会）          | 校数 | 優勝校       | 決勝スコア | 準優勝校     | 備考     |
| --------------------- | ---- | ------------ | ---------- | ------------ | -------- |
| 1958年（第40回大会）  | 43   | 新潟商       | 4 - 0      | 新発田       |          |
| 1963年（第45回大会）  | 56   | 新潟商       | 15 - 1     | 北越商       |          |
| 1968年（第50回大会）  | 63   | 新潟商       | 2 - 0      | 柏崎工       |          |
| 1973年（第55回大会）  | 74   | 糸魚川商工   | 6 - 2      | 新潟商       |          |
| 1974年（第56回大会）  | 74   | 長岡商       | 3 - 2      | 中越         |          |
| 1975年（第57回大会）  | 78   | 新潟商       | 3 - 2      | 柏崎工       |          |
| 1976年（第58回大会）  | 79   | 高田商       | 7 - 5      | 長岡         |          |
| 1977年（第59回大会）  | 83   | 長岡         | 13 - 2     | 小千谷       |          |
| 1978年（第60回大会）  | 85   | 中越         | 6 - 1      | 新発田農     |          |
| 1979年（第61回大会）  | 86   | 長岡         | 5 - 3      | 糸魚川商工   |          |
| 1980年（第62回大会）  | 85   | 新発田農     | 5 - 2      | 与板         |          |
| 1981年（第63回大会）  | 91   | 新発田農     | 6 - 4      | 中越         |          |
| 1982年（第64回大会）  | 92   | 新潟工       | 5 - 0      | 高志         |          |
| 1983年（第65回大会）  | 96   | 中越         | 4 - 0      | 新潟明訓     |          |
| 1984年（第66回大会）  | 101  | 新潟南       | 8 - 0      | 十日町実     |          |
| 1985年（第67回大会）  | 103  | 中越         | 5 - 2      | 高田工       |          |
| 1986年（第68回大会）  | 105  | 中越         | 5 - 3      | 十日町       |          |
| 1987年（第69回大会）  | 106  | 新発田農     | 8 - 3      | 中越         |          |
| 1988年（第70回大会）  | 107  | 中越         | 2 - 0      | 糸魚川       |          |
| 1989年（第71回大会）  | 107  | 新潟南       | 4 - 1      | 新発田農     |          |
| 1990年（第72回大会）  | 108  | 高田工       | 13 - 3     | 新発田農     |          |
| 1991年（第73回大会）  | 108  | 新潟明訓     | 10 - 2     | 柏崎         |          |
| 1992年（第74回大会）  | 108  | 長岡向陵     | 2 - 1      | 新潟南       |          |
| 1993年（第75回大会）  | 107  | 新潟明訓     | 8 - 1      | 日本文理     |          |
| 1994年（第76回大会）  | 108  | 中越         | 2 - 1      | 高田工       |          |
| 1995年（第77回大会）  | 107  | 六日町       | 8 - 0      | 新発田農     |          |
| 1996年（第78回大会）  | 108  | 中越         | 4 - 1      | 新潟江南     |          |
| 1997年（第79回大会）  | 108  | 日本文理     | 4 - 2      | 中越         |          |
| 1998年（第80回大会）  | 105  | 新発田農     | 3 - 1      | 新発田中央   |          |
| 1999年（第81回大会）  | 107  | 新潟明訓     | 8 - 3      | 新潟工       |          |
| 2000年（第82回大会）  | 104  | 新発田農     | 3 - 2      | 新潟明訓     |          |
| 2001年（第83回大会）  | 107  | 十日町       | 8x - 7     | 日本文理     | 延長10回 |
| 2002年（第84回大会）  | 103  | 日本文理     | 9 - 3      | 柏崎工       |          |
| 2003年（第85回大会）  | 102  | 中越         | 5 - 4      | 日本文理     | 延長11回 |
| 2004年（第86回大会）  | 99   | 日本文理     | 5 - 0      | 巻           |          |
| 2005年（第87回大会）  | 98   | 新潟明訓     | 7 - 6      | 中越         | 延長14回 |
| 2006年（第88回大会）  | 97   | 日本文理     | 9 - 0      | 新潟明訓     |          |
| 2007年（第89回大会）  | 96   | 新潟明訓     | 12 - 3     | 日本文理     |          |
| 2008年（第90回大会）  | 95   | 新潟県央工   | 3 - 2      | 佐渡         | 延長11回 |
| 2009年（第91回大会）  | 95   | 日本文理     | 12 - 4     | 中越         |          |
| 2010年（第92回大会）  | 93   | 新潟明訓     | 11 - 6     | 日本文理     |          |
| 2011年（第93回大会）  | 92   | 日本文理     | 2x - 1     | 新潟明訓     | 延長10回 |
| 2012年（第94回大会）  | 89   | 新潟明訓     | 5 - 2      | 中越         |          |
| 2013年（第95回大会）  | 88   | 日本文理     | 7 - 5      | 村上桜ヶ丘   |          |
| 2014年（第96回大会）  | 88   | 日本文理     | 4x - 2     | 関根学園     |          |
| 2015年（第97回大会）  | 86   | 中越         | 7 - 2      | 日本文理     |          |
| 2016年（第98回大会）  | 86   | 中越         | 10 - 2     | 新潟明訓     |          |
| 2017年（第99回大会）  | 84   | 日本文理     | 6 - 4      | 中越         |          |
| 2018年（第100回大会） | 82   | 中越         | 10 - 1     | 新発田       |          |
| 2019年（第101回大会） | 77   | 日本文理     | 12 - 3     | 東京学館新潟 |          |
| 2020年（独自大会）    | 73   | 中越         | 9 - 3      | 日本文理     |          |
| 2021年（第103回大会） | 74   | 日本文理     | 7 - 3      | 新潟産大付   |          |
| 2022年（第104回大会） | 71   | 日本文理     | 2x - 1     | 帝京長岡     | 延長11回 |
| 2023年（第105回大会） | 68   | 東京学館新潟 | 6x - 5     | 中越         |          |
| 2024年（第106回大会） | 67   | 新潟産大付   | 4 - 2      | 帝京長岡     |          |
| 2025年（第107回大会） | 65   | 中越         | 3 - 2      | 新潟産大付   |          |

- 参加校数は日本高野連の発表に基づき連合チームを1校としてカウント

## 放送
新潟県内の2局が生中継を行う。
- 新潟テレビ21

開会式・準決勝・決勝戦
- NHK新潟放送局

テレビ（総合もしくは教育）：決勝（2021年は東京オリンピック中継と日程が重なり、サブチャンネルで中継した）
ラジオ（第1もしくはFM）：準決勝以降（2013年は準決勝以降、2018年までは準々決勝以降）
ANN（テレビ朝日）系列の新潟テレビ21（NT21→UX、1983年10月開局）は、1984年から当大会の中継を放映している。2001年まではメイン球場を中心に1回戦から中継を行っていたが、2002年 - 2006年は開会式・開幕戦と3回戦以降の試合を、2007年 - 2009年は開会式・開幕戦と準々決勝以降の試合を、2010年 - 現在は原則として開会式および開幕戦と準決勝以降の試合のみを中継している。なお民放によるテレビ中継は、UX開局前は新潟総合テレビ（NST、1968年開局）が放映していた。
また新潟放送（BSN）のラジオにおいても、決勝戦に限り実況中継が行われる場合がある（2014年は中継無し）。
2016年から県内の各ケーブルテレビで、エリア内の学校の試合を録画中継する（1回戦 - 4回戦） 。
2017年はバーチャル高校野球で新潟テレビ21制作の準々決勝以降の試合が配信される。また2021年からはケーブルテレビ制作の中継も加わり、県大会全試合が配信される。
2021・2022年はエフエムしばたが五十公野公園野球場で行われる新発田勢の１・2回戦を中継する。